# کنسپسیون، پاراگوئه
کُنسپسیون (به اسپانیایی: Concepción, Paraguay) شهری در کشور پاراگوئه، استان کانسپسیون است که جمعیت آن در سرشماری سال ۲۰۰۲ میلادی ۴۴٫۰۷۰ نفر بوده‌است.